# Sistema operativo de disco
Se llama sistema operativo de disco (en inglés Disk Operating System), a menudo abreviado como DOS, a un software de sistema operativo utilizado en varios ordenadores que proporciona la abstracción y administración de dispositivos de almacenamiento secundario y la información que se graba en estos (por ej., sistemas de archivo para organizar archivos de todas las clases). Este software se llama sistema operativo de disco cuándo los dispositivos de almacenamiento son platos rotatorios, como un disquete o los platos de un disco duro.
En los primeros días de los microordenadores, el espacio de memoria del ordenador era a menudo limitado, así que el sistema operativo de disco era una extensión del sistema operativo.  Este componente se cargaba solo cuando se necesitaba. Por otro lado, el acceso de disco estaba limitado a operaciones de bajo nivel como leer y escribir discos a nivel de sector.
En algunos casos, el componente de sistema operativo del disco (o incluso el sistema operativo) era conocido como DOS.
A veces, un sistema operativo de disco puede referirse al sistema operativo entero si se carga de un disco y apoya la abstracción y administración de dispositivos de disco. Ejemplo de esto son el DOS/360. En los compatibles IBM PC, una familia entera de sistemas operativos se apellidó DOS.

## Historia
En los primeros ordenadores,  no había disqueteras, disquetes, discos duros ni las modernas unidades de memoria flash. Los primeros dispositivos de almacenamiento eran líneas de retardo digital, tarjetas perforadas, cinta de papel, cinta magnética, y tambores magnéticos. Y en los primeros microordenadores, se utilizaba cinta de papel o casetes de audio (ver Kansas City standard) o incluso nada. En este último caso, el programa y la entrada de datos se realizaban mediante cambios en el panel frontal directamente a memoria o a través de un Teclado (informática) o terminal, a veces controlado por una memoria de solo lectura (ROM) con un intérprete BASIC; cuando se apagaba el equipo después de correr el programa, la información introducida desaparecía.
Tanto los discos duros y las disqueteras requieren software para dirigir el acceso rápido al bloque de almacenamiento y la lectura de la siguiente secuencia y otros datos. Como los microordenadores raramente tuvieron la caras unidades de disco, la necesidad de tener software para dirigir tales dispositivos (los discos) llevó mucho tiempo. Tener uno u otro era una marca de distinción y prestigio, así como tener el disco ordenado por un Sistema Operativo. Cuando el precio del hardware de disco y el software de sistema operativo bajaron, había muchos tipos de microordenador.
Normalmente, un sistema operativo de disco se carga de un disco. Existen muy pocas excepciones. La alternativa más frecuente era que se almacenaran en chips ROM como el Disc Filing System (DFS) para los equipos de Acorn Computers entre ellos el famoso BBC Micro disponible en un kit con un chip controlador de disquete, un chip ROM y una serie de chips auxiliares, para ser instalados dentro del ordenador; y el Commodore DOS de Commodore International, localizado en un chip de ROM en cada unidad de disco. En cambio el sistema de disco duro Lt. Kernal, y las versiones de CP/M para los Commodore 64 y Commodore 128 almacenan el DOS en el disco duro y lo cargan a la memoria RAM en el arranque.
Muchas computadoras domésticas tenían un sistema operativo de disco opcional. Por ejemplo, los Commodore VIC 20, Commodore 64 y Commodore 128 tenían el Commodore DOS (residente en ROM en cada una de sus disqueteras), la Familia Atari de 8 bits contaba con el Atari DOS, las diferentes versiones del Apple II contaban con el Apple DOS y el Apple ProDOS. Lo más frecuente es que si no estaba presente la disquetera con un disco de arranque se cargara el BASIC de la ROM del equipo, en algunos casos ampliado con comandos de acceso básico a disco.
En el otro extremo del hardware, los mainframes de IBM System/360, System/370 y System/390 contaban con el DOS/360: Disk Operating System / 360 y DOS/VSE: Disk Operating System / Virtual Storage Extended).
En las máquinas grandes eran otros sistemas operativos de disco, como IBM VM, DEC RSTS / RT-11 / VMS / TOPS-10 / TWENEX, MIT ITS / CTSS, las diferentes variantes de NOS de Control Data, Vulcan de Harris, Unix de Laboratorios Bell, y más.
En microcomputadoras, los equipos SWTPC con CPU Motorola 6800 y Motorola 6809 utilizan el FLEX de Technical Systems Consultants como sistema operativo de disco, los TRS-80 de Tandy Corporation máquinas utilizaron TRSDOS, los TRS-80 Color Computer y Dragon 64 utilizan OS-9 (incluso FLEX).
La mayoría de equipos basados en el Intel 8080 como el IMSAI 8080, MITS (fabricantes de la legendaria Altair 8800), Cromemco, North Star, etc. utilizan el CP/M-80, y sus sucesoras basadas en el Zilog Z80 CP/M Plus y otras variantes desarrolladas por Digital Research.

## Sistemas operativos de disco que son extensiones del OS
- Apple DOS : aunque Apple Computer cuenta con una interfaz de casete en sus equipos de 8 bits la gama Apple II cuenta desde 1979 con disquetera opcional, pero casi obligatoria (el soft en casete es mínimo). Aunque oficialmente llamado DOS se le suele llamar Apple DOS para distinguirlo de MS-DOS y su familia DOS. Fue sustituido en 1983 por Apple ProDOS, que presentaba un formato incompatible requiriendo una utilidad para leer los viejos discos Apple DOS.
- Commodore DOS utilizado por la gama de ordenadores de 8 bits de Commodore International (Commodore VIC 20, Commodore 64, Commodore 128...). Diferente de la mayoría de otro DOS,  esté integrado en una ROM en las disqueteras inteligentes de Commodore, que cuentan con su propia CPU MOS 6502.
- Atari DOS utilizado por la Familia Atari de 8 bits. Sólo ofrece acceso de bajo nivel a disco, así como una capa extra llamada DOS que arranca de un disquete y ofrece funciones de nivel más alto como sistemas de ficheros.
- Disc Filing System (DFS) para los equipos de Acorn Computers, entre ellos el famoso BBC Micro estaba disponible en un kit con un chip controlador de disquete, un chip ROM y una serie de chips auxiliares, para ser instalados dentro del ordenador.
- Advanced Disc Filing System (ADFS) es el sucesor del Acorn DFS.
- MSX-DOS, para el estándar MSX (MSX 1, MSX 2,MSX 2+ y MSX turbo R). La versión inicial, liberado en 1984, era MS-DOS 1.0 portado al Zilog Z80; pero en 1988 evoluciona a la versión 2, ofreciendo mejoras como subdirectorios, administración de memoria y variables de entorno. El kernel MSX-DOS reside en ROM (incluida en el controlador de disco) de modo que la capacidad de acceso básico a archivos está disponible incluso sin el intérprete de comandos, utilizándose como extensiones BASIC.
- AMSDOS, para la gama de ordenadores Amstrad CPC. Actuaba como una extensión BASIC, pues para una línea de comandos es sustituido por CP/M.
- GDOS y G+DOS, para las interfaces de disquete DISCiPLE y Plus D  para el Sinclair ZX Spectrum.

## Sistemas operativos de disco que son el principal OS
Algunos sistemas operativos de disco son el sistema operativo para todo el ordenador.
- El DOS/360 para la familia de mainframes IBM System/360, un sistema operativo sencillo inicial que pasa a ser DOS/VSE, y era finalmente llamado VSE.
- El DOS para las minicomputadoras DEC PDP-11. Esto OS y los ordenadores sobre los que se ejecuta eran casi obsoletos para cuando el PCs devenía común, con varios descendientes y otras sustituciones.
- DOS para el IBM PC y sus compatibles.

La familia más conocida de sistemas operativos llamados "DOS" es la que se ejecuta sobre equipos IBM PC, compatible IBM PC e incluso equipos que aunque ejecutan MS-DOS no son 100% compatibles IBM PC. Todos ellos tienen en común el uso de CPUs x86 (principalmente fabricadas por Intel y AMD, aunque con muchos otros fabricantes). Cualquier DOS en esta familia es normalmente justo referido sólo como DOS. El original era 86-DOS, que deviene en Microsoft MS-DOS. Fue licenciado a IBM por Microsoft, y comercializado por IBM como IBM PC DOS. Digital Research produjo una variante mejorada compatible llamada DR-DOS (que nace de su DOSplus), que al ser comprado por Novell pasa a ser Novell DOS, luego vendido individualmente a Caldera. Esto dará lugar brevemente al open source OpenDOS, que vuelve a propietario y al nombre DR-DOS. Existe una hay también una versión de código abierto llamada FreeDOS.
- Datos: Q600659